# West-Mesa-Morde

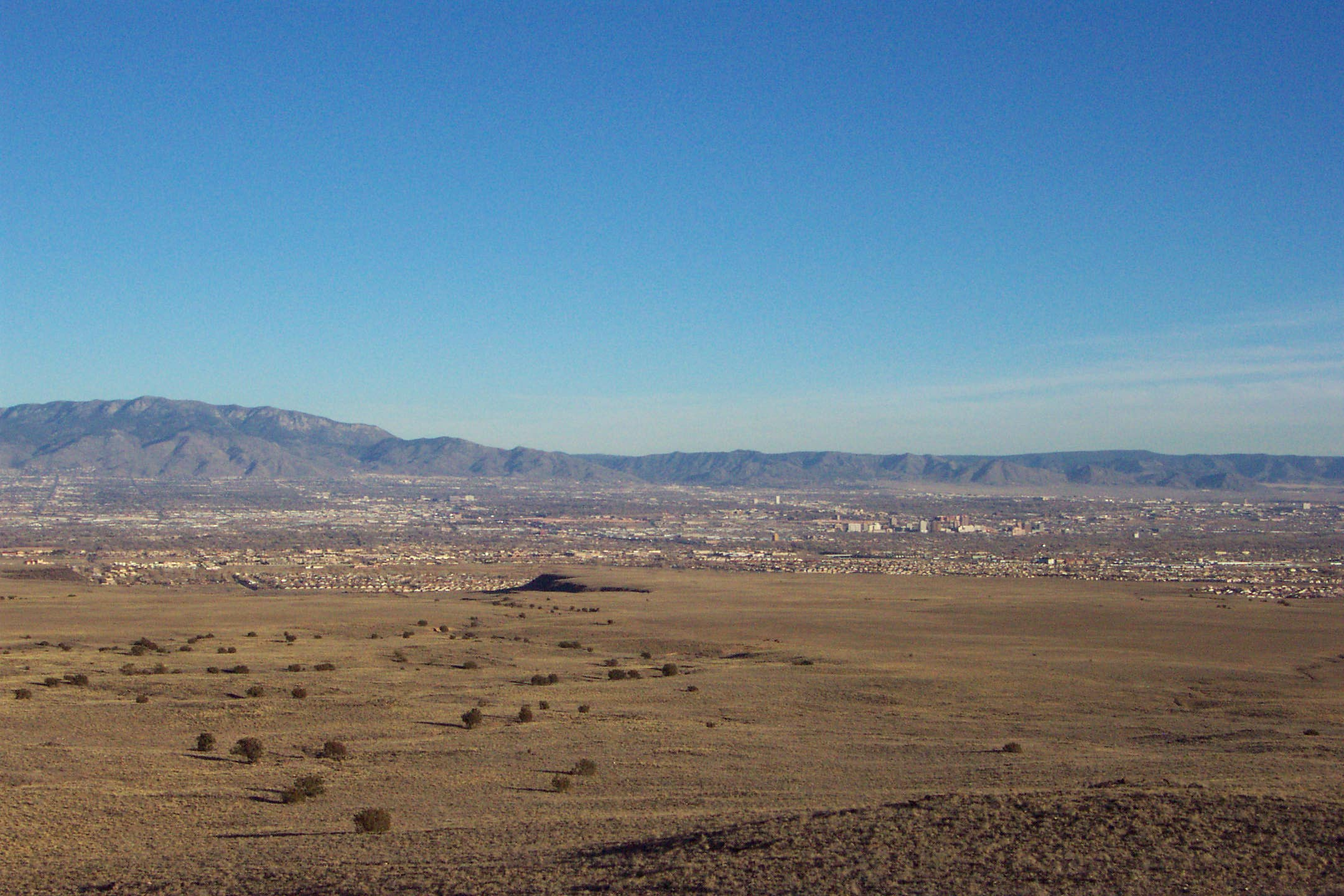
Blick auf das West-Mesa-Wüstengebiet, im Hintergrund die Stadt Albuquerque

Die West-Mesa-Morde (auch West Mesa Bone Collector) sind eine ungeklärte Mordserie, die sich zwischen 2003 und 2005 in der Gegend von Albuquerque, im US-Bundesstaat New Mexico ereignet hat. Dem Fall werden bisher elf Mordopfer zugeordnet.

## Opfer
Am 2. Februar 2009 entdeckte der Hund einer Spaziergängerin auf dem Gelände einer verlassenen Baustelle in der Wüstenregion West Mesa westlich von Albuquerque einen Oberschenkelknochen. In den folgenden Wochen und Monaten wurden auf einer Fläche von 30 Hektar die sterblichen Überreste von elf Frauen gefunden, die in der New Mexico Metropolitan Area ermordet worden sind:
| - Jamie, 15, Cousine von Evelyn - Monica, 22 - Victoria, 26 - Virginia, 24 - Syllania, 15 - Cinnamon, 32 | - Doreen, 24 - Julie, 24 - Veronica, 28 - Evelyn, 27, Cousine von Jamie - Michelle, 22, im vierten Monat schwanger |

Zur Identifizierung eines der Opfer fertigte die Forensikerin Wendy Honeyfield mit Hilfe der Gesichtsknochen eine Gesichtsskizze an um diese mit vermissten Mädchen des National Center for Missing & Exploited Children, abzugleichen. Schließlich blieb Syllania, eine 14- oder 15-jährige Ausreißerin aus Lawton (Oklahoma) übrig, die anhand ihrer Zähne identifiziert wurde. Im Jahr 2010 wurde mittels DNA die letzte Unbekannte identifiziert. Sie hieß Jamie und wurde zuletzt mit ihrer Cousine Evelyn gesehen, die bereits zuvor unter den Opfern identifiziert worden war.
Die Frauen kamen aus der Umgebung, bis auf Syllania, die aus Lawton (Oklahoma) stammte. Mit Ausnahme von Jamie handelte es sich um drogenabhängige Sexarbeiterinnen.

## Die Ermittlungen
Der Vergleich von Satellitenbildern aus den Jahren 2003 bis 2005 mit Satellitenbildern, die nach den Ausgrabungen aufgenommen wurden, zeigte, dass in dem Wüstengelände Reifenspuren und Stellen zu erkennen waren, an denen Leichen vergraben worden waren. Das Gebiet am westlichen Stadtrand von Albuquerque, in dem die Überreste ausgegraben wurden, sollte 2008 für die Erschließung von Wohngebieten genutzt werden, doch die Bauvorhaben wurden im Zuge des Immobilienskandals und der Wirtschaftskrise gestoppt. Die Ermittler halten aus ermittlungstaktischen Gründen Informationen darüber zurück, wie die Opfer getötet wurden.
Im Laufe der Zeit fielen der Polizei mehrere Männer im Zusammenhang mit den Morden auf. Fred Reynolds war ein Zuhälter, der eine der vermissten Frauen kannte und Berichten zufolge Fotos von vermissten Sexarbeiterinnen hatte; Er starb im Januar 2009 eines natürlichen Todes.
Ein Verdächtiger lebte ungefähr zwei Meilen vom Fundort der Leichen entfernt. Er war zweimal wegen gewalttätiger Angriffe auf Sexarbeiterinnen verhaftet worden und hatte damit gedroht, seine Freundin zu töten und in Kalk zu begraben.
Auch Lorenzo Montoya wurde verdächtigt. Er hatte 1999 eine Sexarbeiterin gewürgt und vergewaltigt. 2006 tötete er eine minderjährige Prostituierte und wurde vom Zuhälter des Opfers erschossen. Nach seinem Tod hörten die Morde in West Mesa auf.
Bisher gibt es jedoch weder Zeugen, Fingerabdrücke noch eine DNA-Probe des Täters.

## Belege
1. ↑  Victim's families glad APD has leads. In: Krqe.com. Archiviert vom Original am 14. Dezember 2010; abgerufen am 15. Juli 2023 (amerikanisches Englisch).
2. ↑  National Center for Missing & Exploited Children (Memento vom 1. Januar 2010 im Internet Archive)
3. 1 2 3  Video NBC Dateline (Seite dauerhaft nicht mehr abrufbar. Suche in Webarchiven) (Video aufgrund der Einstellung des Flashplayers nicht mehr abspielbar Webarchive.org, 14. Dezember 2010)
4. ↑  Grace Wyler: Who Is the West Mesa Bone Collector? In: Vice. 9. September 2014, abgerufen am 15. Juli 2023 (amerikanisches Englisch).
5. ↑  Lawton girl was only teen in mass grave. In: Swoknews.com. Archiviert vom Original am 16. Juli 2011; abgerufen am 15. Juli 2023 (amerikanisches Englisch). (Seite nicht mehr abrufbar. Suche in Webarchiven)
6. ↑  David Lohr: 'Bone Collector' Murders Search Expands to Missouri. In: aolnews.com. 4. August 2010, archiviert vom Original am 15. Dezember 2010; abgerufen am 15. Juli 2023 (amerikanisches Englisch).
7. ↑  Elaine Baumgartel: Few Answers Forthcoming In Albuquerque Homicides, npr.org, 2. Oktober 2010 (amerikanisches Englisch)
8. ↑  Police Pursue Possible Leads In West Mesa Cases. Koat.com, 13. Dezember 2010, archiviert vom Original am 13. Juli 2011; abgerufen am 15. Juli 2023 (amerikanisches Englisch).
9. 1 2  West Mesa Bone Collector – Albuquerque NM. West Mesa investigation eyes known perps. In: KOB. University of Tampa Criminology Blog, 1. März 2009, archiviert vom Original am 23. Dezember 2010; abgerufen am 15. Juli 2023 (amerikanisches Englisch).
10. ↑  Cody Copeland: The Untold Truth Of The West Mesa Murders. In: Grunge.com. 3. Februar 2023, abgerufen am 15. Juli 2023 (amerikanisches Englisch).
11. ↑  Jeff Proctor, Kim Holland: Does APD have a suspect in the West Mesa Murders? KRQE.com, archiviert vom Original am 22. Dezember 2014; abgerufen am 15. Juli 2023 (amerikanisches Englisch).
12. ↑  Alex Tomlin: New Lead in West Mesa murders. In: KRQE. 27. Juli 2011, archiviert vom Original am 11. August 2011; abgerufen am 15. Juli 2023 (amerikanisches Englisch).
13. ↑  The Homicides of 2006. In: abqtrib.com. Archiviert vom Original am 8. Dezember 2010; abgerufen am 15. Juli 2023 (en-USf).